# Absolut Deafers
Absolut Deafers je hardrock/metalová kapela z Ostravy.

## Historie
Kapela Absolut Deafers byla založena v roce 2008 (zakládající členové: Jan „Joker“ Jašek, Martin Wojnar).
V roce 2010 kapela obměnila členy, přestěhovala se do nové zkušebny a nacvičovala playlist na nastávající koncerty.
Na jaře roku 2011 kapela vytvořila své první CD a DVD Through 10,000 Holes, se kterým na podzim vyrazila na turné s kapelou Vitacit s Láďou Křížkem. Ještě před touto šňůrou si kapela vyzkoušela hrát před vyprodaným ostravským klubem Rock n´roll Garage, kde dělala předskokana slovenské kapele Horkýže Slíže.
Rok 2012 byl pro kapelu zlomový. Na své turné si ji vybrala kapela Arakain, která v tomto roce slavila 30 let své kariéry. Exkluzivním hostem byla Lucie Bílá. Turné, s průměrnou návštěvností 6 000 diváků, vyvrcholilo mega koncertem na výstavišti PVA Praha Letňany, kde kapela po boku dalších hostů, mezi které patřili Petr Kolář, Lucie Bílá, Noid, Kreyson a další české a slovenské hvězdy, zahrála jednu ze skladeb Arakainu.
Jarní část roku 2013 pokračovala společnými koncerty s kapelou Arakain, která po dobré zkušenosti nabídla hostování na jejich jarním tour. Léto 2013 bylo věnováno natáčení nového CD s názvem Zrození a kapela omezila své vystupování jen na největší festivaly, kdy zásadní v létě 2013 bylo opakované pozvání na Votvírák, Master of Rock, Basinfirefest a další, čímž se zařadila mezi stálice těchto festivalů a odvezla si pozvání na vystupování v roce 2014. Na podzim 2013 kapela přijala pozvání na hostování na turné kapely Citron, kde společně s touto kapelou realizovala podzimní část svého Zrození tour, na kterém zahrála skladby z nového CD.
Začátkem roku 2014 kapela pokračovala ve svém Zrození tour, tentokrát s kapelou Kreyson Účinkovala na Arakain Dymytry Tour 2014.
V roce 2015 účinkovala na turné Arakainu a Lucie Bílé, v roce 2016 účinkovala na Arakain Dymytry Tour 2016.

## Sestava
- Jan „Joker“ Jašek – zpěv
- Jirka „Cremil“ Czyž – kytara
- Radek " Rado" Sněhota - kytara
- Pavel Zábojník – basová kytara
- David Dušek – bicí

## Diskografie

### Živá alba
- Through 10,000 Holes (2011)
- LIVE (2018)

### Studiová alba
- Zrození (2013)
- Himaláje v nás (2016)